# امقلع

تعديل مصدري - تعديل

امقلع هي إحدى قرى عزلة  الوضيع بمديرية الوضيع التابعة لمحافظة أبين، بلغ تعداد سكانها 243 نسمة حسب تعداد اليمن لعام 2004.